# Virginio Orsini (cardinale)
Virginio Orsini (Roma, 17 gennaio 1615 – Roma, 21 agosto 1676) è stato un cardinale e vescovo cattolico italiano.

## Biografia
Virginio Orsini era figlio di Ferdinando Orsini e zio di Pietro Francesco Orsini, futuro papa Benedetto XIII.
In gioventù rinunciò ai suoi privilegi di nascita per entrare nell'Ordine dei Cavalieri di Malta e si distinse nella guerra contro i Turchi per il suo coraggio. Fu creato cardinale da Urbano VIII il 16 dicembre 1641. Ebbe dallo stesso Papa l'incarico di dirigere i lavori di costruzione delle nuove fortificazioni della Civitas Leonina, che inglobarono anche il quartiere di Trastevere allora non compreso nella cinta delle mura Leonine. Il 2 ottobre 1651 pose la prima pietra dell'Eremo di Montevirginio legato alla sua famiglia.
Fu vescovo di Albano e di Frascati. Morì il 21 agosto 1676, nel bel mezzo del conclave che avrebbe eletto papa Benedetto Odescalchi, lasciando ai posteri il ricordo di un principe della Chiesa benevolo, pio e gentile, e alla famiglia moltissimi debiti.

## Genealogia episcopale
La genealogia episcopale è:
- Cardinale Guillaume d'Estouteville, O.S.B.Clun.
- Papa Sisto IV
- Papa Giulio II
- Cardinale Raffaele Riario
- Papa Leone X
- Papa Paolo III
- Cardinale Francesco Pisani
- Cardinale Alfonso Gesualdo
- Papa Clemente VIII
- Cardinale Pietro Aldobrandini
- Cardinale Laudivio Zacchia
- Cardinale Antonio Barberini, O.F.M.Cap.
- Cardinale Girolamo Colonna
- Cardinale Niccolò Albergati-Ludovisi
- Cardinale Girolamo Boncompagni
- Cardinale Giulio Spinola
- Cardinale Virginio Orsini, O.S.Io.Hieros.

## Ascendenza
|                                            |                                       |                                              | Genitori                                           |  |  | Nonni |  |  | Bisnonni                                     |  |  | Trisnonni                               |  |
|                                            |                                       |                                              |                                                    |  |  |       |  |  | Paolo Giordano I Orsini, I duca di Bracciano |  |  | Girolamo Orsini, V signore di Bracciano |  |
|                                            |                                       |                                              |                                                    |  |  |       |  |  | Paolo Giordano I Orsini, I duca di Bracciano |  |  | Girolamo Orsini, V signore di Bracciano |  |
|                                            |                                       | Francesca Sforza di Santa Fiora              |                                                    |  |  |       |  |  | Paolo Giordano I Orsini, I duca di Bracciano |  |  |                                         |  |
| Virginio Orsini, II duca di Bracciano      |                                       |                                              |                                                    |  |  |       |  |  | Paolo Giordano I Orsini, I duca di Bracciano |  |  |                                         |  |
|                                            |                                       | Isabella de' Medici                          | Cosimo I de' Medici, I granduca di Toscana         |  |  |       |  |  |                                              |  |  |                                         |  |
|                                            |                                       | Isabella de' Medici                          | Cosimo I de' Medici, I granduca di Toscana         |  |  |       |  |  |                                              |  |  |                                         |  |
|                                            |                                       | Isabella de' Medici                          | Leonor Álvarez de Toledo y Osorio                  |  |  |       |  |  |                                              |  |  |                                         |  |
| Ferdinando Orsini, IV duca di Bracciano    |                                       | Isabella de' Medici                          |                                                    |  |  |       |  |  |                                              |  |  |                                         |  |
|                                            |                                       | Fabio Damasceni                              | …                                                  |  |  |       |  |  |                                              |  |  |                                         |  |
|                                            |                                       | Fabio Damasceni                              | …                                                  |  |  |       |  |  |                                              |  |  |                                         |  |
|                                            |                                       | Fabio Damasceni                              | …                                                  |  |  |       |  |  |                                              |  |  |                                         |  |
| Flavia Damasceni Peretti                   |                                       | Fabio Damasceni                              |                                                    |  |  |       |  |  |                                              |  |  |                                         |  |
|                                            |                                       | Maria Felice Mignucci Peretti                | Giambattista Mignucci                              |  |  |       |  |  |                                              |  |  |                                         |  |
|                                            |                                       | Maria Felice Mignucci Peretti                | Giambattista Mignucci                              |  |  |       |  |  |                                              |  |  |                                         |  |
|                                            |                                       | Maria Felice Mignucci Peretti                | Camilla Peretti, marchesa di Venafro               |  |  |       |  |  |                                              |  |  |                                         |  |
| Virginio Orsini                            |                                       | Maria Felice Mignucci Peretti                |                                                    |  |  |       |  |  |                                              |  |  |                                         |  |
|                                            | Virginio Orsini, I duca di San Gemini | Ferdinando Orsini, V duca di Gravina         |                                                    |  |  |       |  |  |                                              |  |  |                                         |  |
|                                            | Virginio Orsini, I duca di San Gemini | Ferdinando Orsini, V duca di Gravina         |                                                    |  |  |       |  |  |                                              |  |  |                                         |  |
|                                            | Virginio Orsini, I duca di San Gemini | Beatrice Ferrillo                            |                                                    |  |  |       |  |  |                                              |  |  |                                         |  |
| Gian Antonio Orsini, II duca di San Gemini | Virginio Orsini, I duca di San Gemini |                                              |                                                    |  |  |       |  |  |                                              |  |  |                                         |  |
|                                            |                                       | Giovanna Caetani di Sermoneta                | Bonifacio Caetani, IV duca di Sermoneta            |  |  |       |  |  |                                              |  |  |                                         |  |
|                                            |                                       | Giovanna Caetani di Sermoneta                | Bonifacio Caetani, IV duca di Sermoneta            |  |  |       |  |  |                                              |  |  |                                         |  |
|                                            |                                       | Giovanna Caetani di Sermoneta                | Caterina Pio di Savoia                             |  |  |       |  |  |                                              |  |  |                                         |  |
| Giustiniana Orsini di San Gemini           |                                       | Giovanna Caetani di Sermoneta                |                                                    |  |  |       |  |  |                                              |  |  |                                         |  |
|                                            |                                       | Bernardino Savelli, I duca di Castelgandolfo | Giovanni Battista Savelli, VI signore di Palombara |  |  |       |  |  |                                              |  |  |                                         |  |
|                                            |                                       | Bernardino Savelli, I duca di Castelgandolfo | Giovanni Battista Savelli, VI signore di Palombara |  |  |       |  |  |                                              |  |  |                                         |  |
|                                            |                                       | Bernardino Savelli, I duca di Castelgandolfo | Costanza Bentivoglio                               |  |  |       |  |  |                                              |  |  |                                         |  |
| Costanza Savelli di Castelgandolfo         |                                       | Bernardino Savelli, I duca di Castelgandolfo |                                                    |  |  |       |  |  |                                              |  |  |                                         |  |
|                                            |                                       | Lucrezia dell'Anguillara                     | Flaminio dell'Anguillara, signore di Stabbia       |  |  |       |  |  |                                              |  |  |                                         |  |
|                                            |                                       | Lucrezia dell'Anguillara                     | Flaminio dell'Anguillara, signore di Stabbia       |  |  |       |  |  |                                              |  |  |                                         |  |
|                                            |                                       | Lucrezia dell'Anguillara                     | Maddalena Strozzi                                  |  |  |       |  |  |                                              |  |  |                                         |  |
|                                            |                                       | Lucrezia dell'Anguillara                     |                                                    |  |  |       |  |  |                                              |  |  |                                         |  |